# L'originale di Laura
L'originale di Laura è l'ultimo e incompleto romanzo di Vladimir Nabokov, pubblicato postumo e incompleto a cura del figlio, nel 2009. Nabokov ci stava lavorando all'epoca della sua morte, nel 1977.

## Edizioni italiane
- L'originale di Laura, trad. di Anna Raffetto, a cura e introduzione di Dmitri Nabokov, Milano: Adelphi (coll. "Biblioteca Adelphi" n. 551), 2009 ISBN 978-88-459-2448-4